# Flavia Serena

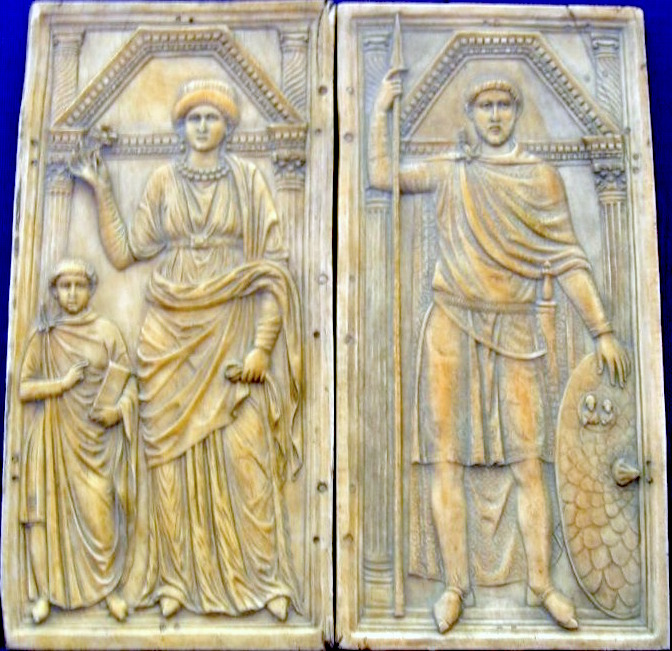
Serena mit ihrem Mann Stilicho (rechts) und dem Sohn Eucherius (links) auf einem Konsulardiptychon Stilichos

Flavia Serena (* um 365; † 408 in Rom) war die Tochter des Honorius, des Bruders des römischen Kaisers Theodosius I.
Serena war die Tochter des Honorius und der Maria; ihre Schwester war Thermantia. Ihr Vater starb irgendwann vor 384, sodass Serena und Thermantia am Hof ihres Onkels Theodosius aufgenommen wurden, wo sie wie Adoptivtöchter behandelt wurden. Die gebildete Serena war die Lieblingsnichte des Theodosius. 384 verheiratete er sie mit seinem magister militum Stilicho, der großen Einfluss am Hof gewann und mit dem Serena drei Kinder hatte (Maria, Eucherius und Aemilia Materna Thermantia). Nach Theodosius’ Tod 395 folgte sie Stilicho nach Mediolanum (Mailand), wo dieser Vormund des jungen Kaisers des Weströmischen Reiches, ihres Cousins Flavius Honorius, und dessen Schwester Galla Placidia geworden war. 398 verheirateten sie und Stilicho ihre ältere Tochter Maria im Alter von etwa zehn Jahren mit dem 14-jährigen Kaiser. Maria starb sehr jung und vermutlich noch jungfräulich zwischen 404 und 407, worauf Serena Honorius Anfang 408 mit Thermantia verheiratete. 
Als 404 der Streit um die sehr reiche und sehr fromme Senatorentochter Melania das Verhältnis zwischen Christen und Heiden erschütterte, ermutigte die fromme Christin Serena den Kaiser, der unmündigen jungen Christin und ihrem ebenfalls noch unmündigen Ehemann zu erlauben, gegen den Willen ihrer Familie ihren Besitz zu verschenken. Auch in der Auseinandersetzung um Johannes Chrysostomos folgte Honorius eher ihrem als Stilichos Rat. Später bemühte sie sich laut Zosimos, das Zerwürfnis zwischen West- und Ostrom zu verhindern. Als Alarich mit seinen Westgoten einzufallen drohte, drängte sie den Kaiser, sich in das sicherere Ravenna zurückzuziehen.
Nachdem Stilicho, der wohl trotz anders lautender Gerüchte loyal zum Kaiser gestanden hatte, als angeblicher Verräter ermordet worden war, befand sich Serena in Rom. Dort war sie wegen ihres Einsatzes für Melania und wegen eines 395 begangenen Frevels an der Statue der Rhea Silvia ohnehin unbeliebt. Laut Zosimos wurde sie Ende 408 vom römischen Senat hingerichtet, weil man fürchtete, sie würde die Stadt an die Goten unter Alarich verraten, die gerade zum ersten Mal Rom belagerten. Ihr Sohn Eucherius wurde in dieser Zeit ebenfalls getötet (obwohl er Zuflucht in einer Kirche gesucht hatte), während ihre Tochter Thermantia um 415 verstarb.